# ای‌آی‌بی

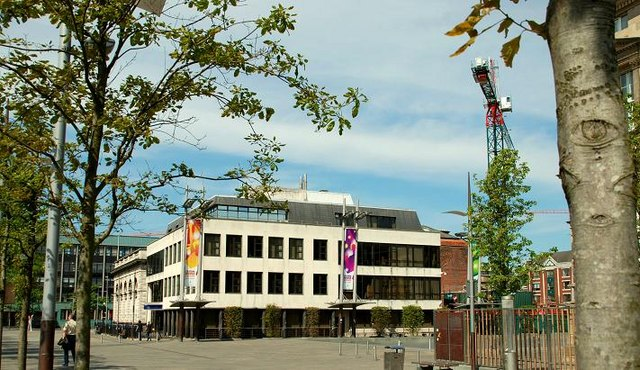
ساختمان مرکزی AIB در ایرلند

ای‌آی‌بی (انگلیسی: AIB) شرکت خدمات مالی و بانکداری ایرلندی است، که در سال ۱۹۹۱ تأسیس شد.